# Ash-Shura
För det islamiska (kharijitiska) begreppet, se Ash-shurat.

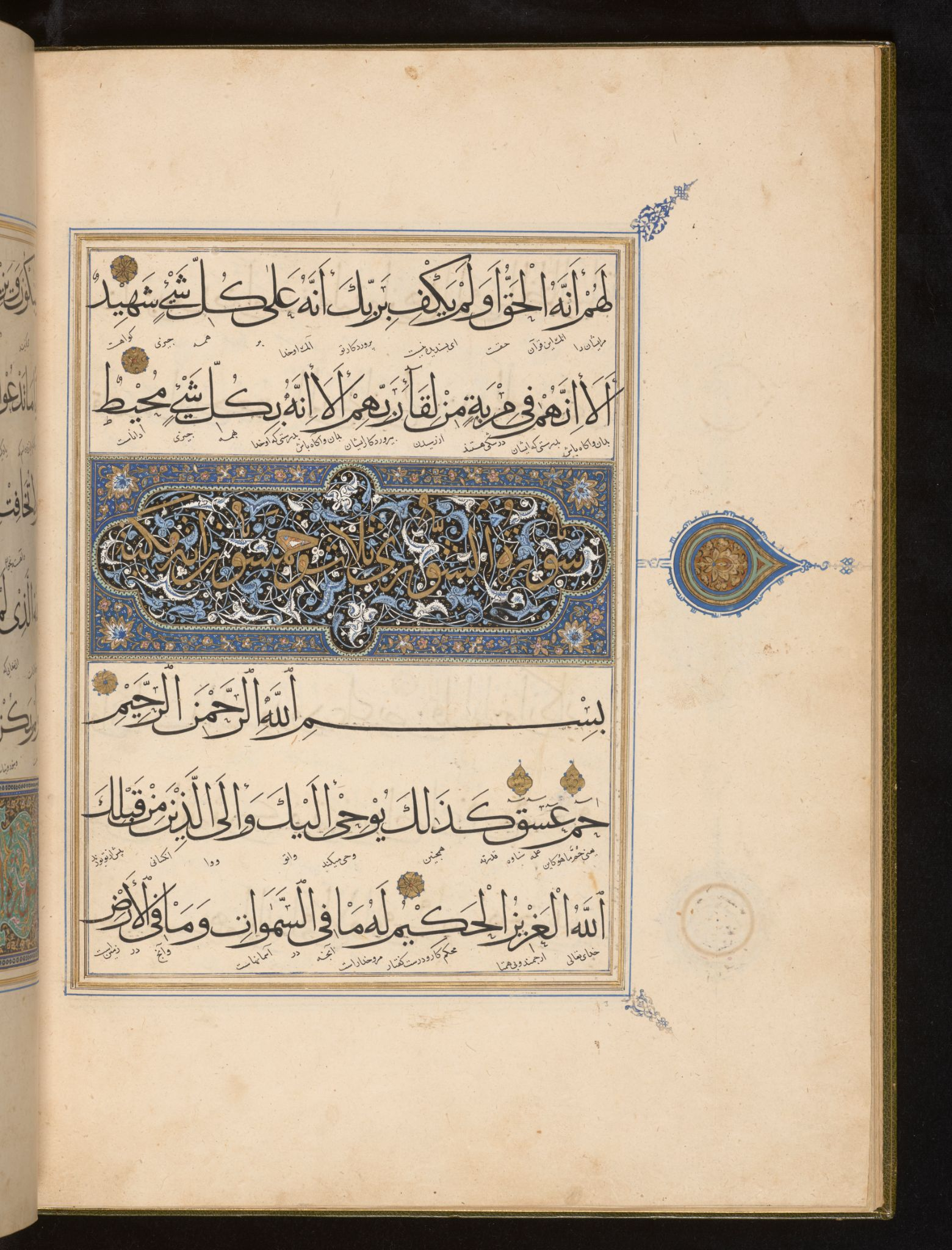
Inledningen till Koranens 42:a sura ("Samråd") i ett turkiskt manuskript från 1400-talet.

Ash-Shūrā (arabiska: سورة الشورى) ("Samråd") är den fyrtioandra suran i Koranen med 53 verser (ayah). Den är från Mekka-perioden. Suran lyfter i vers 38 fram "samråd dem emellan" (shūrā baynahum) som en fundamental princip som bör vara utmärkande för samhällslivet i de sanna troendes samfund.
Apropå detta beordrar Gud enligt shi'amuslimer de troende att älska Muhammeds avkomlingar som ersättare för hans rättfärdiga ledande ställning som profet.